# Karounga Keïta
Pour les articles homonymes, voir Keïta.
Karounga Keïta, surnommé Kéké, est un footballeur malien né le 22 septembre 1941 à Toukoto (Soudan français, actuel Mali) et mort le 5 mars 2023 à Melun.

## Débuts
Karounga Keïta a commencé à jouer avec le Bayard puis l'Africa-Sport du Soudan, club de Bamako qui devient le 20 août 1960 le Djoliba Athlétic Club de Bamako (Djoliba AC).

## Équipe nationale
Karounga Kéïta joue aussi avec l’équipe nationale du Soudan français, notamment un match contre la Haute-Volta en 1958, il a alors moins de 18 ans.
En juillet 1960, il marque son premier but en équipe nationale contre la Sierra Leone.
En février 1963, pour la première rencontre entre les équipes du Mali et du Sénégal depuis l’éclatement de la fédération du Mali, match joué au Ghana lors de la demi-finale de la Coupe d’or Kwame Nkrumah, il marque un triplé qui donne la victoire au Mali 3 buts à 1.

## Bordeaux
En 1962, après avoir obtenu son baccalauréat, il part en France à Bordeaux pour poursuivre des études de droit. Il rentre dans l’équipe des Girondins de Bordeaux comme ailier droit.
Il joue son premier match avec Bordeaux le 1er septembre 1963 (1re journée de championnat) face à Strasbourg et marque son premier but avec le club dès son deuxième match (face à Reims lors de la 2e journée) une semaine plus tard, encore un but lors de la 3e journée face à Sedan et son premier doublé le même mois lors de la 4e journée avec ses deux buts à une minute d’intervalle aux 81e et 82e minutes face au Stade français. Malgré ce démarrage tonitruant (4 buts en 4 matchs), il ne marquera finalement que 2 autres buts sur les 15 autres matchs qu’il jouera durant cette saison. La saison suivante (1964-1965), il jouera aussi une vingtaine de matchs pour le même résultat (6 buts dont un doublé). Il joue son dernier match avec Bordeaux le 30 novembre 1969 face à Rennes une semaine après son dernier doublé avec le club (face à Nantes).
Durant son séjour à Bordeaux, le club est trois fois vice-champion de France en 1965, 1966 et 1969 et trois fois finaliste de la Coupe de France en 1964, 1968 et 1969. De ces trois finales, Kéïta ne jouera que celle de la Coupe de France 1964 jouée à Colombes et perdue 2 buts à 0 face à Lyon.
Entre le 1er septembre 1963 et le 30 novembre 1969, il joue au moins 83 matchs et marque au moins 20 buts (dont trois doublés) avec Bordeaux.

## Retour au Mali
En 1971, ayant obtenu un doctorat en droit, il rentre au Mali et travaille dans le secteur bancaire à la BIAO-Mali puis à la Banque internationale pour le Mali (BIM sa). Il devient entraîneur du Djoliba AC entre 1972 et 1990. En 1990, il devient le président du club. Il est réélu président du club le 29 mars 2009.
Karounga Kéïta a également été entraîneur de l’équipe nationale de 1974 à 1980.
Karounga Kéïta est vice-président de la Fédération malienne de football (FEMAFOOT).